# ゴーギャンの肘掛け椅子
『ゴーギャンの肘掛け椅子』（ゴーギャンのひじかけいす、フランス語: La sedia di Gauguin）は、1888年11月にフィンセント・ファン・ゴッホによって描かれた絵画。油彩。『ゴーギャンの椅子』と表記されることもある。

## 解説
夜の部屋に置かれ、蝋燭とガス灯に照らされた青い陰をたたえた椅子を描いたものである。
アルルでゴッホが住んだ黄色い家のポール・ゴーギャンの部屋にあったアームチェアを描いたものと言われるが、床のカーペットや壁のガス灯と思われる明かりなどが、黄色い家の部屋にあったのかは明らかではない。
『ファン・ゴッホの椅子』という作品と対のものであるとされる。
アムステルダム・ゴッホ美術館蔵。